# Georg Hyckel
Georg Johann Paul Hyckel (* 10. Mai 1880 in Ratibor, Provinz Schlesien; † 22. Juni 1975 in Warendorf, Westfalen) war ein deutscher Lehrer, Heimatkundler, Sachbuchautor und Publizist. Mit Elisabeth Grabowski und Walter Kuhn gehört er zu den bedeutendsten Volkskundlern Oberschlesiens.

## Leben
Georg Hyckel beendete das Gymnasium in Ratibor, besuchte das Lehrerseminar in Pilchowitz und wurde in den Jahren 1900–1903 als Volksschullehrer in Komornik, dann bis 1906 in Antonienhütte eingesetzt. Anschließend studierte er in Frankfurt, wurde als Taubstummenlehrer in Homberg angestellt und heiratete im Oktober 1907 in Oberglogau. In den Jahren 1911–1945 war er als Leiter der Knaben-Taubstummenanstalt in Ratibor und Direktor des Ratiborer Museums angestellt. In den Jahren 1922–1933 war er Herausgeber der Zeitschrift Oberschlesische Rundschau mit der Beilage Unsere Heimat und dem Jahreskalender Ratiborer Heimatbote. Volkskalender für Stadt und Land.
Nach der Gründung des Oberschlesischen Volksliederarchivs in Beuthen, das ein Zweig des Verbands der Vereine für Volkskunde war, wurde er in den Ausschuss für das Sammeln der oberschlesischen Volkslieder gewählt. Als Volksliedwart für den Landkreis Ratibor stellte er im Jahr 1928 dem Oberschlesischen Volksliederarchiv 71 Liedertexte zur Verfügung.
Nach Kriegsende war er Leiter der Sonderschule in Cottbus. Nach der Emeritierung siedelte er nach Warendorf um.

## Schriften (Auswahl)
- mit Hermann Knobloch: Schlesischer Sagenborn. Eine Sammlung schlesischer Sagen, unter Mitwirkung namhafter schlesischer Schriftsteller. 1909.
- Mein Heimatland!. Märchen und Sagen aus Schlesien. Goerlich Verlag, Breslau 1910. → Neuauflage: Melchior Verlag, Wolfenbüttel 2006, ISBN 3-939102-45-8.
- Die Kalvaria bei Janowitz. In: Unsere Heimat, Beilage zur Rundschau für das schlesische Volk, Heft 2, Ratibor 1923.
- St. Brixen, der Wallfahrtsort bei Kostenthal, Kreis Cosel. Oberschlesische Gesellschaftsdruckerei, Ratibor 1924.
- Matka Boża, die Gnadenkirche der Mutter Gottes in Ratibor-Altendorf. Oberschlesische Gesellschaftsdruckerei, Ratibor 1924.
- Ratiborer Heimatsbote (1) für das Jahr 1926. Volkskalender für Stadt und Land. Oberschlesische Gesellschaftsdruckerei, Ratibor 1925.
- Was der Sagenborn rauscht… Ein Sagenbuch des oberschlesischen Landes. L. Heege, Schweidnitz 1927.
- Türkenschrecken. In: Unsere Heimat Nr. 1, Ratibor 1927.
- Der bunte Kranz. Anekdoten und Schwänke aus Oberschlesien. Oberschlesische Gesellschaftsdruckerei, Ratibor 1929.
- Ratibor. Ein Führer durch die Stadt und ihre Geschichte. Oberschlesische Gesellschaftsdruckerei, Ratibor 1929.
- Kloster Raudens letzte Tage. In: Ratiborer Heimatbote 1933.
- Arbeit in Lubowitz. In: Aurora. Ein romantischer Almanach. Band 3, Oppeln 1933, S. 17.
- Summin. In: Aurora. Ein romantischer Almanach. Band 5, Oppeln 1935, S. 75.
- Ratiborer Geschichten. Bilder aus der Geschichte der Stadt Ratibor. Auf Grund von Urkunden aus alten Archiven. Verkehrsverein, Ratibor 1937.
- Die deutsche Besiedlung des Ratiborer Landes. Selbstverlag G. Hyckel, Ratibor 1939.
- Geschichte der Stadt Ratibor;
  - Teil 1. Frühzeit bis 1336. Verkehrsverein, Ratibor 1937.
  - Das Mittelalter. Oberschlesischer Heimatverlag, Augsburg 1956.
- Der Alte Fritz in oberschlesischen Anekdoten um den Großen König. Eine Sammlung. Schlesischer Verlag, Breslau 1942.
- Der Bismarckturm in Ratibor. In: Ratiborer Heimatbrief. Weihnachten 1952, S. 7–8.
- Liebe Stadt im Oderfale. Ein Buch der Heimat um Ratibor und Joseph von Eichendorff. F. Ludwig, Warendorf 1955.
- Die Ratiborer Metallhandwerker. Ein Beitrag zur Kulturgeschichte von Ratibor Stadt und Land. 1957
- Lichte Wolke über’m Odertal. Ratiborer Geschichten. Oberschlesischer Heimatverlag, Augsburg 1958.
- 300 Jahre St. Brixen. Der Wallfahrtsort bei Kostenthal, Kreis Cosel. 1960.
- mit Georg Raschke, Ferdinand Hütteroth: Geschichte der Besiedlung des Ratiborer Landes. Holzner, Würzburg 1961.
- Erinnerungen an Deutsch-Krawarn im Oppatale. In: Aurora. Ein romantischer Almanach Band 22, Oppeln 1962, S. 100–103.
- Zur Ortsnamenforschung des Ratiborer Landes. In: Jahrbuch 1963. Universität Breslau 1963.
- Die Verwaltung der Stadt Ratibor von 1532 bis 1741. In: Kurt Engelberg (Hrsg.): Archiv für schlesische Geschichte. Band 2, August Lax Verlag, Hildesheim 1964.
- Chronik von Ratibor O/S. Ein Weg durch die Jahrhundert. In: Der Ratiborer. 1965.
- Ein Bilderbuch scheint alles, was vergangen. Kleine Geschichten von Joseph von Eichendorff. Martin Verlag Berger, Buxheim 1965.
- Die Hausstellen der Altstadt von Ratibor OS. (1829). Ein Beitrag zur Stadtgeschichte von Ratibor. Ostdeutsche Forschungsstelle, Dortmund 1966.
- Georg Hyckel: Hückel, Johann. In: Neue Deutsche Biographie (NDB). Band 9, Duncker & Humblot, Berlin 1972, ISBN 3-428-00190-7, S. 726 f. (Digitalisat).
- Groß Rauden. In: Hugo Weczerka (Hrsg.): Handbuch der historischen Stätten. Band: Schlesien (= Kröners Taschenausgabe. Band 316). Kröner, Stuttgart 1977, ISBN 3-520-31601-3, S. 155–156.
- Ratibor. In: Hugo Weczerka (Hrsg.): Handbuch der historischen Stätten. Band: Schlesien (= Kröners Taschenausgabe. Band 316). Kröner, Stuttgart 1977, ISBN 3-520-31601-3, S. 426–430.
- Tworkau. In: Hugo Weczerka (Hrsg.): Handbuch der historischen Stätten. Band: Schlesien (= Kröners Taschenausgabe. Band 316). Kröner, Stuttgart 1977, ISBN 3-520-31601-3, S. 547.
- Die Jungfrau und der Bär. In: Ingrid Tomkowiak: Lesebuchgeschichten. Erzählstoffe in Schullesebüchern 1770–1920. Verlag de Gruyter, Berlin 1993, S. 120–121, ISBN 3-11-014077-2.